# William Graham (1887-1932)
Pour les articles homonymes, voir William Graham.
William Graham PC (29 juillet 1887 - 8 janvier 1932) est un homme politique travailliste écossais.

## Biographie
Né à Peebles, il fait ses études à la Peebles Public School et à la George Heriot's School, à Édimbourg. Après avoir été commis subalterne au War Office, il est devenu journaliste.
Il rejoint le Parti travailliste indépendant en 1906 et est élu au conseil municipal d'Édimbourg en 1913. Il obtient une maîtrise de l'Université d'Édimbourg en 1915, puis un LLD honoraire de l'Université en 1927.
Il est député travailliste du centre d'Édimbourg de 1918 à 1931. Au début de sa carrière parlementaire, il s'est trouvé en désaccord avec de nombreux députés travaillistes et envisageait de rejoindre les libéraux. Il occupe le poste de secrétaire financier du Trésor en 1924 et de président de la Chambre de commerce de 1929-1931. Il est responsable du projet de loi sur les mines de charbon, de plusieurs missions à l'étranger et d'enquêtes industrielles. Il est nommé conseiller privé en 1924. Il siège également aux commissions royales de l'impôt sur le revenu en 1919, à Oxford et à Cambridge en 1920-1921, et est membre de la Conférence des présidents sur la dévolution en 1919-1920. Il est également membre du Conseil de la recherche médicale de 1920 à 1928.
Il est chef adjoint du parti travailliste de 1931 jusqu'à sa mort d'une pneumonie en 1932.